# Vocabulaire électrotechnique international
Le vocabulaire électrotechnique international (VEI, en anglais International Electrotechnical Vocabulary, IEV) est un dictionnaire publié par la Commission électrotechnique internationale (CEI). Il sert à promouvoir l'unification mondiale de la terminologie dans le domaine de l'électrotechnologie, de l'électronique et des télécommunications. Il est élaboré par le comité technique 1 (terminologie) de la CEI et publié à la fois dans la série de normes IEC 60050 et en ligne sous le nom d'Electropedia depuis 2007. Le dictionnaire contient des définitions en anglais et en français pour plus de 22 000 termes, et fournit des termes dans 18 autres langues. 

## Structure
Le VEI se compose de neuf classes qui permettent de structurer grossièrement le dictionnaire en domaines
- Classe 1 : termes généraux
- Classe 2 : matériaux
- Classe 3 : Techniques de mesure et de régulation
- Classe 4 : Appareils et équipements électriques
- Classe 5 : Appareils et équipements électroniques
- Classe 6 : Production, transport et distribution d'énergie électrique
- Classe 7 : Techniques de l'information et de la communication
- Classe 8 : applications spéciales
- Classe 9 : Normalisation et activités connexes

Les classes ci-dessus sont encore subdivisées par les parties IEV (numéro à trois chiffres PPP) et les sections (numéro à deux chiffres SS), suivies du numéro de l'entrée (EE), généralement à deux chiffres, ce qui donne au total un numéro d'identification IEV selon le schéma PPP-SS-EE.

## Du VEI à Electropedia

### Histoire du IEV
Lors de la première réunion du Conseil de la Commission électrotechnique internationale (CEI) en octobre 1908, A. J. Balfour a souligné la grande valeur du travail que la CEI allait réaliser pour uniformiser la terminologie électrotechnique. Le premier comité consultatif, précurseur des comités techniques actuels, fut l'AC 1, créé en 1910 pour harmoniser la nomenclature électrotechnique. En 1914, la CEI avait publié une première liste de termes et de définitions pour les machines et appareils électriques, une liste de symboles alphabétiques internationaux pour les grandeurs et de signes pour les noms d'unités, une liste de définitions en rapport avec les turbines hydrauliques et une série de définitions et de recommandations pour les machines tournantes et les transformateurs. Quatre comités techniques ont été créés pour s'occuper de la nomenclature, des symboles, du dimensionnement des machines électriques et des machines motrices. 

### Première édition du VEI
En 1927, les participants se sont mis d'accord sur le système de division en groupes et en sections, sur le système de numérotation des termes et des définitions, sur la portée approximative de l'IEV et sur d'autres points importants. La première édition de l'IEV a été publiée en 1938 avec 2000 termes et définitions en anglais et en français, ainsi que des termes en allemand, en italien, en espagnol et en espéranto. C'était le résultat d'un patient travail de 28 ans.

### Le VEI s'agrandit et se met en ligne
Bien que l'objectif du VEI soit resté inchangé depuis 1938 - fournir des définitions précises, concises et correctes de termes internationalement reconnus dans le domaine de l'électrotechnique, de l'électronique et des télécommunications - la portée du VEI  s'est étendue en fonction de l'expansion de l'industrie électrotechnique. Traditionnellement, le VEI a été développé et publié sous la forme d'une série de normes internationales, d'abord sous le numéro de référence IEC 50, puis renuméroté en IEC 60050, chaque partie de la norme couvrant un sujet spécifique, comme la théorie des circuits, les travaux sous tension et l'électrobiologie.
Le nombre de comités techniques de la CEI s'élève désormais à plus de 90, avec presque autant de sous-comités, et il y a plus de 20 000 entrées dans le VEI, couvrant plus de 80 sujets. Les termes et définitions sont élaborés en anglais et en français, et des termes équivalents sont fournis en arabe, chinois, tchèque, finnois, allemand, italien, japonais, norvégien (bokmål et nynorsk), polonais, portugais, russe, serbe, slovène, espagnol et suédois (la couverture varie en fonction des sujets). La version en ligne du VEI, connue sous le nom d'Electropedia, a été lancée le 2 avril 2007. 

### Electropedia devient une norme de base de données
En tant que recueil d'éléments gérés par base de données, le VEI est une norme internationale idéale qui peut être gérée selon la procédure de base de données de la CEI. Grâce à l'utilisation d'une base de données accessible via Internet et de communications électroniques, une équipe de validation composée d'experts de différents pays, nommés par leurs comités nationaux et agissant en tant que délégués au nom de ces comités, évalue et vérifie les demandes de modification de la base de données du VEI. La modification peut consister en un ajout ou une suppression, une révision (éditoriale ou technique) ou une simple correction. La procédure de la base de données comprend les phases de collecte des commentaires et de validation et permet un processus plus rapide pour les modifications mineures, tout en complétant la procédure classique d'ajout de parties entières du VEI.